# Umetnostno drsanje na Zimskih olimpijskih igrah 1992
Umetnostno drsanje na Zimskih olimpijskih igrah 1992.

## Dobitniki medalj
| Tekma        | Zlato                                   | Srebro                               | Bron                              |
| Moški        | Viktor Petrenko                         | Paul Wylie                           | Petr Barna                        |
| Ženske       | Kristi Yamaguchi                        | Midori Ito                           | Nancy Kerrigan                    |
| Športni pari | Natalija Miškutenok in Artur Dimitrijev | Jelena Bečke in Denis Petrov         | Isabelle Brasseur in Lloyd Eisler |
| Plesni pari  | Marina Klimova in Sergej Ponomarenko    | Isabelle Duchesnay in Paul Duchesnay | Maja Usova in Aleksander Žulin    |